# Подаруев, Прокопий Иванович
Прокопий Иванович Подаруев (1823—1901) — русский купец, предприниматель и благотворитель, потомственный почетный гражданин, Тюменский городской голова в 1870—1872 и 1877—1884 годах.

## Биография
Родился  25 февраля (9 марта по новому стилю) 1823 года  в селе Перевалово Тюменского округа Тобольской губернии в семье купца Ивана Алексеевича Подаруева, который также был головой города Тюмени с 1861 по 1863 годы.
В период своего правления его отец выступил инициатором постройки в Тюмени водопровода — первого такого сооружения в Сибири. Из своих сбережений он дополнил недостающую сумму на покупку «водоподъемной машины» стоимостью в 25 тысяч рублей серебром, и  к лету 1864 года все инженерно-строительные работы были закончены. Впоследствии Прокопий Иванович продолжил дело своего отца — занимался торговлей, меценатством, был головой города Тюмени.
Прокопий Подаруев стал богатым человеком, заработав на торговле водкой и добившись монопольного права на ее продажу в Тюмени. Также занимался добычей золота, с середины 1870-х годов назначался директором отделения госбанка в Ирбите на время ежегодных ярмарок. 

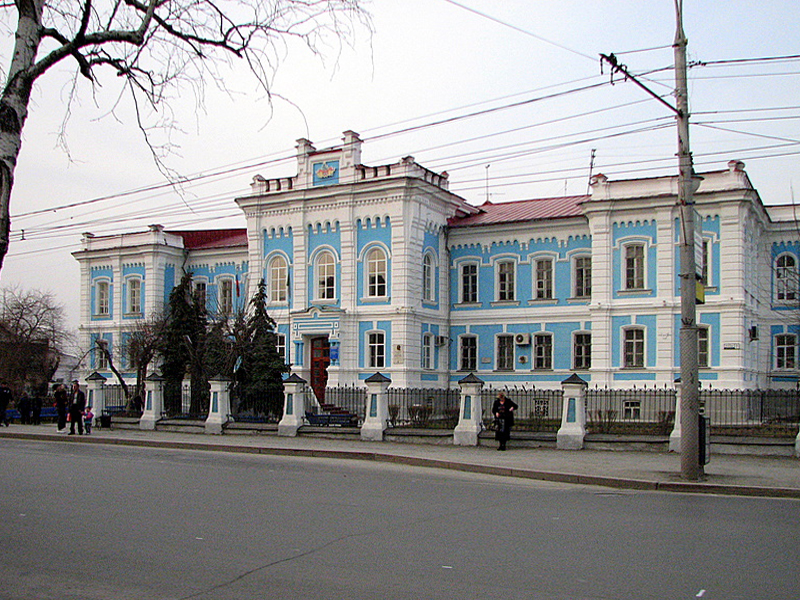
Александровское реальное училище

Свою общественную деятельность он начал в родном селе Перевалово, где был старостой в церкви Св. Николая и выполнял эту обязанность более 25 лет. Занимался благотворительностью, являлся членом нескольких благотворительных обществ: с 1864 по 1890 год — в тобольском Александровском детском приюте, с 1868 по 1877 год — в омском обществе «Надежда». На свои средства Подаруев содержал городскую богадельню, финансировал строительство моста через овраг в Большое Городище, оплатил часть расходов на устройство в 1871 году промышленной выставки в Тюмени, был среди организаторов празднований 300-летия основания Тюмени. Будучи страстным любителем лошадей, Прокопий Иванович выступил инициатором организации в Тюмени ипподрома и основал в 1850 году в деревне Гусево первый в Зауралье конный завод, который в 1901 году выкупил коннозаводчик Ердаков и успешно продолжил племенное коневодство. Главный вклад в развитие города Подаруев сделал, пожертвовав 135 тыс. рублей на строительство в Тюмени здания Александровского реального училища по проекту петербургского архитектора Степана Воротилова, которое в настоящее время является  памятником истории федерального значения. А в 1878-1880 годах в Тюмени было построено здание мужской гимназии, средства на которое также выделил Прокопий Подаруев. Не забывая о малой родине, Подаруев построил в  Перевалово здание Алексеевского сельского училища и часовню, положил деньги в банк, чтобы проценты от вклада ежегодно использовались на нужды училища.
Прокопий Иванович Подаруев был членом попечительского совета Тюменской женской прогимназии, почетным попечителем Александровского реального и уездного училищ, а также почетным членом Императорского общества любителей конного бега. По указу Российского Сената от 18 февраля 1864 года за свои дела он был возведен в потомственное почетное гражданство.
Но конец жизни Подаруев встретил в нищете и забвении, просчитавшись в некоторых делах и накопив долги, потеряв в конце-концов все состояние. Его имущество вместе с недвижимостью было конфисковано и продано на торгах.
Умер 21 декабря 1900 года (3 января 1901 по новому стилю) в г. Тюмени и был похоронен на территории Никольской церкви села Перевалово. На родине ему был установлен памятник.
Первая жена — Подаруева Виринея Александровна, вторая — Подаруева Пелагея Николаевна. У Прокопия Ивановича была одна дочь — Надежда.